# SsangYong Istana
Der SsangYong Istana (koreanisch:쌍용 이스타나) ist der erste Kleinbus von SsangYong. Er wurde 1995 bis 2003 von SsangYong im südkoreanischen Seoul hergestellt. Das mit zwei Sitzplätzen als Lieferwagen und mit neun bis 15 Sitzplätzen als Kleinbus gelieferte Fahrzeug basierte auf dem Mercedes-Benz MB 100. Die Ausführungen entsprachen denen des Mercedes-Benz MB 100. Als Antrieb diente ein 70 kW leistender 2,9-Liter-Dieselmotor. Der Istana wurde als Links- wie auch als Rechtslenker hergestellt.
In erster Linie für den einheimischen südkoreanischen Markt vorgesehen, wurde der Wagen im asiatischen Raum auch als Daewoo Istana sowie in Lizenz unter dem Markennamen Mercedes-Benz als MB100/MB140 mit Ottomotor und als MB100D/MB140D mit Dieselmotor verkauft. In Russland wurde der Istana in Ostsibirien und im Fernen Osten häufig als Marschrutka oder im Fernverkehr eingesetzt.
Nach Auslaufen der Produktion gingen die Produktionsanlagen nach China an den seinerzeit zweitgrößten Ssangyong-Anteilseigener Shanghai Automotive Industry, wo die koreanische MB 100/140-Fassung Istana weiterproduziert wird. Allerdings nicht mehr unter dem Markennamen Mercedes-Benz oder Ssangyong, sondern als SHAC Istana.

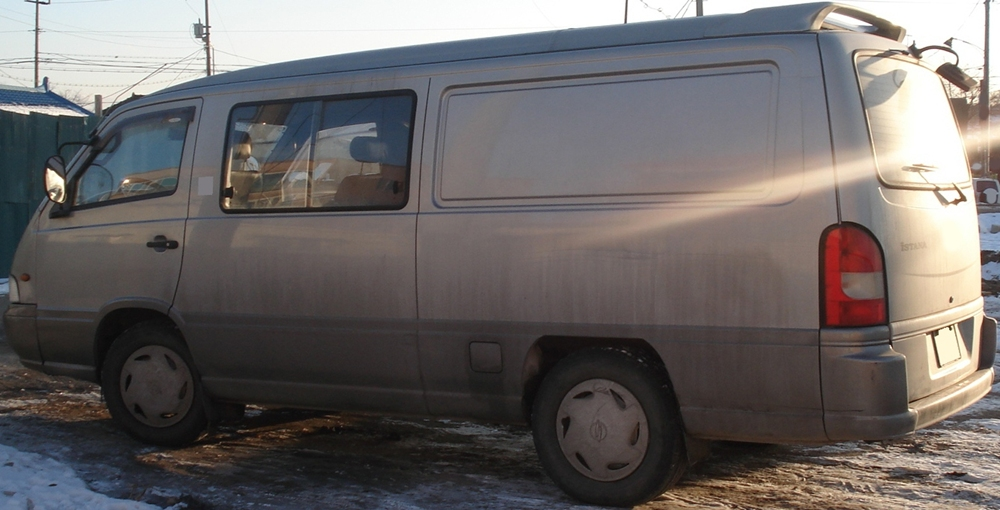
Heckansicht des SsangYong Istana
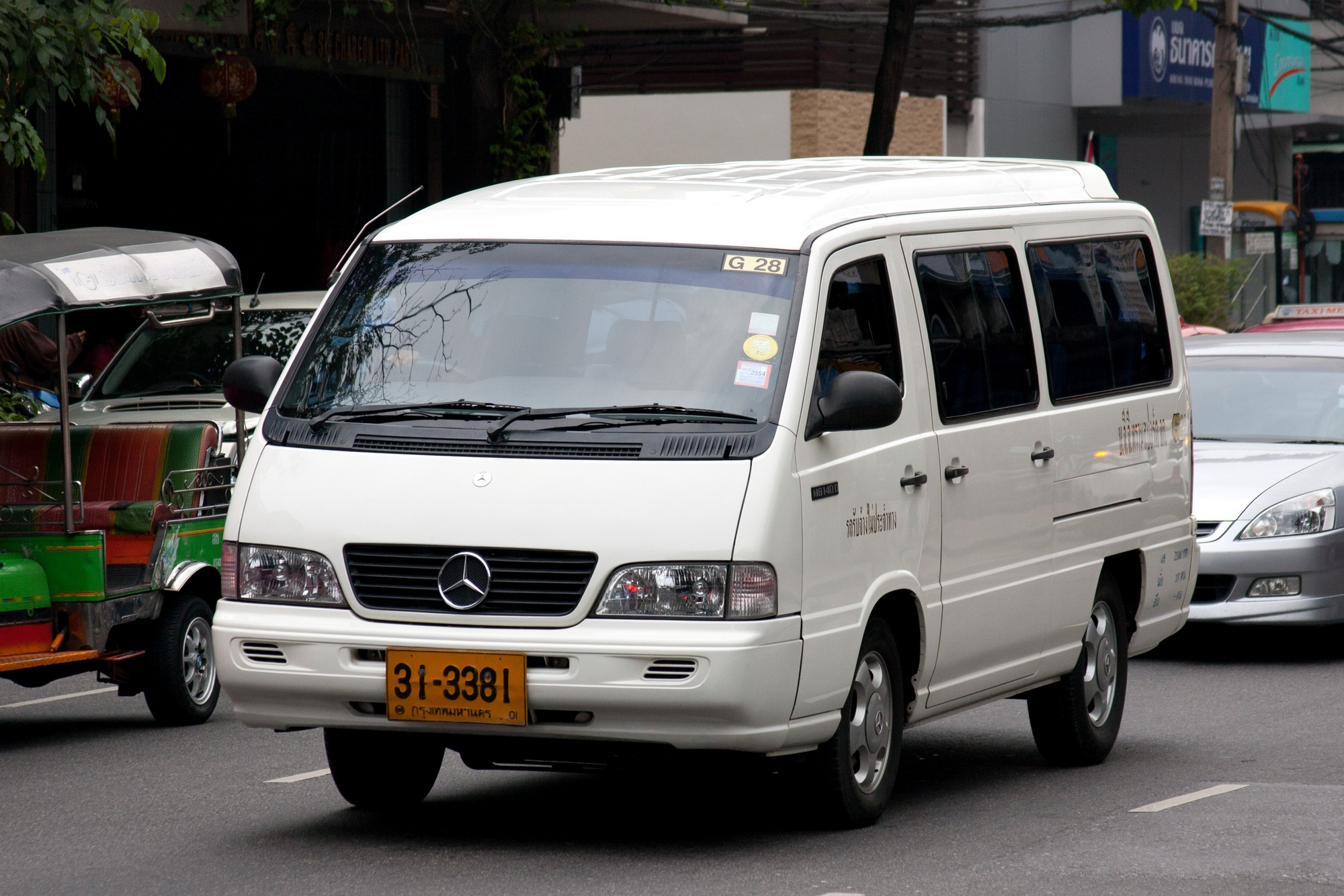
Als Mercedes-Benz MB 140 D